# Walter Donaldson (snookerspeler)
Walter Donaldson (Edinburgh, 2 februari 1907 – Buckinghamshire, 26 mei 1973) was een Schots professioneel snookerspeler.
Hij begon professioneel snooker te spelen op 16-jarige leeftijd, in 1923. Hij nam deel aan vele kampioenschappen, en behaalde in 1947 een overwinning op het Wereldkampioenschap snooker, nadat Joe Davis stopte met het toernooi. In 1950 werd hij voor de tweede keer wereldkampioen. Zijn hoogste break, 142, was rond 1946 een wereldrecord. Zes keer eindigde hij op het WK snooker als tweede: in 1948, 1949 en 1951 t/m 1954. 
Donaldson werd beschouwd als een echte speler die nooit opgaf en altijd kalm bleef in uitzichtloze situaties. Na zijn pensionering zei hij dat hij zijn snookertafel had vernield en daarvan 'crazy paving' (gekke, scheve bestrating) had gemaakt.